# Acronicta albomarginata
Acronicta albomarginata är en fjärilsart som beskrevs av Barend J. Lempke 1964. Acronicta albomarginata ingår i släktet Acronicta och familjen nattflyn. Inga underarter finns listade i Catalogue of Life.